# Inti-Illimani 8 - Canción para matar una culebra
| Recensione | Giudizio |
| ---------- | -------- |
| AllMusic   |          |

Inti-Illimani 8 - Canción para matar una culebra è un album del gruppo musicale cileno Inti-Illimani, pubblicato nel 1979. È il loro ottavo album pubblicato in Italia e il primo dopo il passaggio dalla Vedette/I Dischi Dello Zodiaco alla EMI Italiana.

## Descrizione
In questo disco inizia la feconda collaborazione con Patricio Manns, da poco trasferitosi in Europa, e viene incrementata la quantità di canzoni nuove realizzate da musicisti del gruppo stesso.
Parallelamente da questo disco, per molti versi seminale, il gruppo si prende la responsabilità di un maggior ruolo creativo e della ricerca di una maggiore originalità.
Tra i brani compare una nuova incisione de La petenera, già incisa molti anni prima in Cile; l'omaggio a Víctor Jara con la sua Angelita Huenumán e almeno un paio di canzoni che diventeranno tra le più famose del gruppo: Vuelvo ("Torno"), la canzone sul ritorno in patria che li accompagnerà per tutto l'esilio e sarà la canzone che li accoglierà al loro rientro in Cile (curiosamente nata sostituendo un testo di Aquiles Nazoa di una canzone in lavorazione con un testo del tutto diverso scritto di getto da Patricio Manns), e Samba landó, il landó è uno stile musicale peruviano, che diventerà subito un brano immancabile nei loro concerti e segnerà l'ingresso della musica afroperuviana nel repertorio del gruppo (genere musicale che col tempo prenderà sempre maggior spazio nei loro lavori).  
Negli arrangiamenti di Angelita Huenumán e Sensemayá, canto para matar una culebra emergono gli effetti della relazione del gruppo, in quegli anni, con il compositore Alessandro Sbordoni.
Derrota de Don Quijote era stata scritta per lo spettacolo teatrale Don Quijote di Mariano Rigillo.
Da questo disco torna nella formazione Marcelo Coulón, dopo una breve apparizione nel 1970 nell'album Canto al programa, in sostituzione di José Miguel Camus che aveva lasciato il gruppo per motivi personali. Secondo il direttore artistico del gruppo è stato il miglior suonatore di quena nella storia degli Inti-Illimani.
Il disco fu pubblicato, in tempi diversi, in svariati paesi del mondo, sempre con identica tracklist, ma con la copertina a volte modificata e, in alcuni casi, anche con il titolo modificato.

## Tracce
1. Hermanochay (Zenobio Dagha) – 3:54
2. Trigales (Horacio Salinas) – 3:18
3. La mar cuando está variable (Patricio Manns) – 3:06
4. Retrato (Horacio Salinas, Patricio Manns) – 2:56
5. La petenera (dal folklore messicano) – 2:55
6. Sensemayá, canto para matar una culebra (Horacio Salinas, Nicolás Guillén) – 3:30
7. Polo doliente (José Seves, Aquiles Nazoa) – 3:10
8. Allá viene un corazón (dal folklore venezuelano) – 2:08
9. Vuelvo (Horacio Salinas, Patricio Manns) – 3:24
10. Derrota de Don Quijote (Horacio Salinas) – 3:39
11. Angelita Huenumán (Víctor Jara) – 3:11
12. Samba landó (José Seves, Horacio Salinas, Patricio Manns) – 3:57

Durata totale: 39:08

## Formazione
- Jorge Coulón
- Max Berrú
- Horacio Salinas
- Horacio Durán
- José Seves
- Marcelo Coulón

### Collaboratori
- Francesco Pignanelli - violoncello
- Jorge Salas - copertina

## Edizioni
- Italia: EMI Italiana 3C 064-62607, 1979
- Spagna: Movieplay 17.1501/4, 1979
- Germania Ovest: Pläne Records 88 211, 1980 (con il titolo Lied, um eine schlange zu töten)
- Messico: Orfeón LP-16-I-3023, 1980
- Perù: FTA FLPS-321, 1979
- Ecuador: Fadisa 710163, 1979
- Ungheria: Hungaroton SLPX 15071, 1980 (con il titolo Kígyóölo ének)
- USA: Monitor Records MFS 817, 1979, (numerato come Inti-Illimani 6)